# Cliodhna Manning
Cliodhna Manning (* 26. April 1995) ist eine irische Leichtathletin, die sich auf den Sprint spezialisiert hat.

## Sportliche Laufbahn
Erste internationale Erfahrungen sammelte Cliodhna Manning im Jahr 2014, als sie bei den Juniorenweltmeisterschaften in Eugene mit 24,15 s in der ersten Runde im 400-Meter-Lauf ausschied. Im Jahr darauf kam sie bei den U23-Europameisterschaften in Tallinn mit 11,79 s nicht über die Vorrunde über 100 Meter hinaus und mit der irischen 4-mal-100-Meter-Staffel kam sie im Finale nicht ins Ziel. 2017 schied sie bei den U23-Europameisterschaften in Bydgoszcz mit 24,13 s in der ersten Runde im 200-Meter-Lauf aus und belegte mit der 4-mal-400-Meter-Staffel in 3:34,87 min den sechsten Platz. 2019 schied sie bei der Sommer-Universiade in Neapel mit 54,76 s im Vorlauf über 400 Meter aus, wie auch bei den Halleneuropameisterschaften 2023 in Istanbul mit 54,21 s. Zudem gelangte sie dort mit der Staffel mit 3:32,61 min auf Rang fünf. 2025 platzierte sie sich bei den Halleneuropameisterschaften in Apeldoorn mit 3:32,72 min auf dem sechsten Platz im Staffelbewerb.
2017 wurde Manning irische Meisterin im 400-Meter-Lauf.

## Persönliche Bestleistungen
- 100 Meter: 11,71 s (+1,0 m/s), 27. Juni 2015 in Nivelles
  - 60 Meter (Halle): 7,53 s, 22. Februar 2015 in Athlone
- 200 Meter: 23,70 s (+0,9 m/s), 22. Juli 2017 in Dublin
  - 200 Meter (Halle): 24,34 s, 18. Februar 2017 in Athlone
- 400 Meter: 52,60 s, 16. Juli 2022 in Ninove
  - 400 Meter (Halle): 53,87 s, 23. Februar 2025 in Dublin